# Uromyces dorystoechadis
Uromyces dorystoechadis är en svampart som beskrevs av Gjaerum & Bahç. 2004. Uromyces dorystoechadis ingår i släktet Uromyces och familjen Pucciniaceae.   Inga underarter finns listade i Catalogue of Life.